# Campionatul de război 1942-1943
Divizia A 1942-1943 a fost un campionat românesc de fotbal organizat de Federația Română de Fotbal la ordinele autorităților fasciste și în condiții dificile din cauza celui de-Al Doilea Război Mondial. El a fost câștigat de FC Craiova, dar ulterior a fost declarat neoficial de FRF.

## Istoric
Cu frontul rusesc aflat la mii de kilometri distanță, regimul român a dorit să dea un semnal de forță prin reluarea campionatului de fotbal. Spre deosebire de sezonul precedent , când a fost organizat un campionat eliminatoriu care a durat puțin peste o lună, turneul a văzut 12 echipe participante întâlnindu-se în tururi acasă și în deplasare pentru un total de 22 de jocuri. De asemenea, s-a stabilit în mod normal că ultimul clasificat a fost retrogradat la Divizia B.
În realitate, mulți participanți au fost condiționați de numeroasele defecțiuni datorate dificultăților economice din cauza conflictului, pe care Federația a încercat să le rezolve prin invitație vag inspirată de clasamentul de doi ani mai devreme, puțin de rezultatele cupei basarabene, recunoscând că era vorba de o demonstrație de războiu, adică de război. Așa că, după conflict, situația politică s-a schimbat radical, acest campionat a fost respins de noile autorități comuniste.

## Echipe participante
| Club                      | Oraș          | Loc Liga I 1940-41 | Loc Liga I 1941-42 |
| ------------------------- | ------------- | ------------------ | ------------------ |
| CFR Brașov                | Brașov        | -                  | Optimi             |
| Carmen București          | București     | -                  | Sferturi de finală |
| CFR Turnu-Severin         | Turnu-Severin | -                  | Finală             |
| FC Craiova                | Craiova       | 9                  | Sferturi de finală |
| Gloria CFR Galați         | Galați        | 12                 | -                  |
| Juventus București        | București     | -                  | Semifinală         |
| FC Ploiești               | Ploiești      | 10                 | Sferturi de finală |
| FC Rapid București        | București     | 2                  | Câștigător         |
| Sportul Studențesc        | București     | 6                  | -                  |
| Unirea Tricolor București | București     | 1                  | Sferturi de finală |
| Universitatea Sibiu       | Sibiu         | 1                  | Semifinală         |
| Venus București           | București     | 4                  | -                  |

## Clasament final
M = Meciuri jucate;  V = Victorii;  E = Egaluri;  Î = Înfrângeri;  GM = Goluri marcate;  GP = Goluri primite; DG = Diferența de goluri; Pct = Puncte; 
Notă: Două puncte la victorie, unu punct la egal.
Legendă:
| Campion al României. | Retrogradată la Divizia B. |